# Ceratozamia becerrae
Ceratozamia becerrae Pérez-Farr., Vovides & Schutzman, 2004 è una pianta appartenente alla famiglia delle Zamiaceae, endemica del Messico.
L'epiteto specifico è un omaggio al botanico messicano Marco Becerra (1870-1940).

## Descrizione
Sono piante acauli con fusto sotterraneo.

Le foglie, da 2 a 5, sono pennate, lunghe 55–178 cm; sono composte da 8-26 foglioline oblungo-lanceolate, fissate sul rachide centrale con un angolo obliquo, di consistenza coriacea, prive di venatura centrale, lunghe 17–30 cm.

È una specie dioica, con coni maschili eretti, peduncolati, di colore giallo-verdastro, di forma ovoidale-cilindrica, lunghi 14-14.5 cm e di 1,7-2,2 cm di diametro e coni femminili ovoidali, lunghi 11-13.5 cm e larghi  4–5 cm; tanto i microsporofilli che i macrosporofilli presentano all'apice due proiezioni cornee, caratteristiche di tutte le specie di questo genere.
 
I semi, ovoidali, sono lunghi 17–25 mm e sono ricoperti da un tegumento inizialmente bianco, che diviene giallo-bruno a maturità.

## Distribuzione e habitat
La specie ha un areale ristretto alle montagne del Chiapas settentrionale e del Tabasco meridionale (Messico).
È una specie rupicola che cresce sulle rocce carsiche della foresta pluviale.

## Tassonomia
Fa parte del complesso Ceratozamia miqueliana, un gruppo di specie con caratteristiche simili, che comprende C. miqueliana, C.becerrae, C.euryphyllidia, C.hondurensis, C.whitelockiana e C.zoquorum.

## Conservazione
Ne esistono solo due popolazioni note, per complessivi 350-400 esemplari, distribuiti su un'area intorno ai 10 km². Per tali motivi la IUCN Red List classifica C. becerrae come specie in pericolo di estinzione (Endangered).
La specie è inserita nella Appendice I della Convention on International Trade of Endangered Species (CITES)